# Brandon Wheat Kings
Brandon Wheat Kings je kanadský juniorský klub ledního hokeje, který sídlí v Brandonu v provincii Manitoba. Od roku 1967 působí v juniorské soutěži Western Hockey League. Před vstupem do WHL působil v Manitoba Junior Hockey League a Saskatchewan Junior Hockey League. Své domácí zápasy odehrává v hale Keystone Centre s kapacitou 5 102 diváků. Klubové barvy jsou zlatá, černá a bílá.
Nejznámější hráči, kteří prošli týmem, byli např.: Jason Chimera, Jiří Patera, Ladislav Kohn, Chris Osgood, Eric Fehr, Brian Propp, Scott Glennie, Brad McCrimmon, Josh Harding, Dustin Kohn, nebo Mark Stone.

## Historické názvy
Zdroj: 
- 1936 – Brandon Wheat Kings
- 1938 – Brandon Elks
- 1947 – Brandon Wheat Kings

## Úspěchy
- Vítěz MJHL ( 8× )
  - 1938/39, 1946/47, 1948/49, 1949/50, 1959/60, 1961/62, 1962/63, 1963/64
- Vítěz WHL ( 3× )
  - 1978/79, 1995/96, 2015/16

## Přehled ligové účasti
Zdroj: 
- 1937–1954: Manitoba Junior Hockey League
- 1954–1956: Big Six Hockey League
- 1956–1959: bez soutěže
- 1959–1964: Manitoba Junior Hockey League
- 1964–1966: Saskatchewan Junior Hockey League
- 1966–1967: Manitoba Junior Hockey League
- 1967–1968: Western Canada Junior Hockey League
- 1968–1978: Western Canada Hockey League (Východní divize)
- 1978– : Western Hockey League (Východní divize)